# جوني مارتن
جوني مارتن (بالإنجليزية: Johnny Martin)‏ (4 ديسمبر 1946 في المملكة المتحدة - 16 نوفمبر 2013) هو لاعب كرة قدم بريطاني في مركز الوسط. لعب مع أستون فيلا وكولتشستر يونايتد ونادي ساوثبورت وويغان أتلتيك ونادي ووركينغتون.

## وصلات خارجية
- جوني مارتن على موقع قاعدة بيانات كرة القدم.إي يو (الإنجليزية)